# Слатино (Теарце)
Слатино (мкд. Слатино) је насеље у Северној Македонији, у северном делу државе. Слатино припада општини Теарце.

## Географија
Насеље Слатино је смештено у северозападном делу Северне Македоније. Од најближег већег града, Тетова, насеље је удаљено 8 km северно.
Слатино се налази у доњем делу историјске области Полог. Насеље је положено на северозападном ободу Полошког поља. Источно од насеља пружа се поље, а западно се издиже Шар-планина. Надморска висина насеља је приближно 550 метара.
Клима у насељу је умерено континентална. 

## Становништво
Слатино је према последњем попису из 2002. године имало 4.112 становника.
Претежно становништво у насељу су Албанци (97%).
Већинска вероисповест је ислам.